# Il rione dei ragazzi
Il rione dei ragazzi (in arabo أولاد حارتنا‎?, Awlād ḥāratinā, lett. "I ragazzi del nostro quartiere") è un romanzo di Naǧīb Maḥfūẓ, scrittore egiziano premio Nobel per la letteratura nel 1988.

## Accoglienza del libro
Il racconto è stato pubblicato per la prima volta in arabo e a puntate sul quotidiano del Cairo al-Ahram, incontrando subito forti critiche dalle autorità religiose tanto che in Egitto ne fu impedita la pubblicazione.
Il libro fu finalmente stampato in Libano solo nel 1967.
Nel 1988 Mahfuz ebbe il premio Nobel per la letteratura. Questo attirò nuovamente l'interesse sulle sue opere e soprattutto su Il rione dei ragazzi che fu dichiarato blasfemo dallo sceicco ʿUmar ʿAbd al-Raḥmān. Ne seguirono proteste simili a quelle che si sarebbero poi riviste per I versi satanici di Salman Rushdie qualche mese dopo, pur senza giungere forme di violenza fisica.
Nel 1994 due militanti islamisti attentarono alla vita di Mahfuz, ferendolo al collo con un coltello da cucina. Interrogati, gli attentatori ammisero di non aver mai letto il romanzo incriminato e di aver agito seguendo la fatwā dei loro capi religiosi. I due furono giustiziati nel 1995.

## Trama
Il romanzo racconta, in chiave allegorica, la storia e i conflitti delle religioni abramitiche attraverso quanto avviene in una via del Cairo. In questa via vivono Gabalawi (l'allegoria di Dio) e le famiglie di 4 ragazzi della sua "medesima stirpe": Adham (Adamo), Gabal (Mosè), Rifaa (Gesù) e Kassem (Maometto).
Ghabalawi è il potentissimo patriarca da cui discendono tutti gli abitanti della via e, pur vivendo nascosto, è venerato e invocato da tutti. Ma questo non basta a tenere unita la sua discendenza che, al contrario, è dilaniata da conflitti fratricidi benché i quattro ragazzi (a ciascuno dei quali è dedicata una sezione del libro) si sforzino, di volta in volta, di portare la pace.
Nell'ultima sezione del libro è introdotta la figura del mago Arafa (la scienza e la tecnica moderne) che ciascuna famiglia della strada vorrebbe portare dalla propria parte e che, pur animato dalle migliori intenzioni, alla fine causerà la morte dello stesso patriarca.
Fuor di metafora, il libro afferma i profondi vincoli e la sostanziale parità tra le diverse religioni abramitiche, cosa che gli costò l'accusa di blasfemia.
Da notare che l'opera consta di 114 capitoli, tanti quanto le sure del Corano. 

## Edizioni
- Naguib Mahfouz, Il rione dei ragazzi, Tullio Pironti, 2001, ISBN 88-7937-260-2.